# Třebešice (powiat Benešov)
Třebešice – gmina w Czechach, w powiecie Benešov, w kraju środkowoczeskim.
1 stycznia 2023 gminę zamieszkiwało 114 osób, a ich średni wiek wynosił 40,2 roku.